# Elk Point, South Dakota
Elk Point är administrativ huvudort i Union County i South Dakota. Enligt 2010 års folkräkning hade Elk Point 1 963 invånare.